# André Gallice
Pour les articles homonymes, voir Gallice.
André Gallice, né le 22 septembre 1950 à Caudéran et mort le 19 décembre 2023 à Lège-Cap-Ferret, est un footballeur français  évoluant au poste de défenseur central dans les années 1970.

## Biographie
Fils de René Gallice et frère Jean Gallice, eux aussi footballeurs, il fait partie d'une famille qui porte haut les couleurs du maillot frappé du scapulaire.[réf. nécessaire]
Jouant au poste de défenseur central, André Gallice a évolué en équipe de France espoirs.
Après des débuts au Stade bordelais, il rejoint les Girondins où il réalise une honnête carrière, comme l'atteste sa présence parmi les joueurs des années 1970 retenus par le quotidien Sud Ouest à l'heure d'élire le « onze idéal » du club bordelais.
Après sa carrière professionnelle, il occupe des responsabilités au sein du club voisin de Libourne.
Il meurt subitement le 19 décembre 2023 à Lège-Cap-Ferret à l'âge de 73 ans.

## Carrière
- 1970-1976 :  Girondins de Bordeaux
- 1976-1977 :  US Toulouse
- Juil.-Oct. 1977 :  Girondins de Bordeaux
- Oct. 1977-1978 :  AS Montferrand 63